# 衛生及社會關懷大臣 (蘇格蘭)
衛生及社會關懷大臣（英語：Cabinet Secretary for Health and Social Care）是蘇格蘭政府的內閣職位之一，外界通常將其簡稱為衛生大臣。
衛生及社會關懷大臣掌管衛生及社會關懷部門，負責有關蘇格蘭的國民保健服務、醫療制度和設施、社區護理和公共衛生等事務。現任蘇格蘭衛生及社會關懷大臣是尼爾·格雷。